# نخل پادشاه
نخل پادشاه (نام علمی: Archontophoenix cunninghamiana) نام یک گونه از سرده نخل‌های سالار است.